# Georges Blanchard (humanitaire)
Pour les articles homonymes, voir Blanchard et Georges Blanchard (homonymie).
Georges Blanchard, né à Saint-Dié-des-Vosges, en 1962, est un entrepreneur du développement et un humanitaire français, pionnier dans la lutte contre l’exploitation et le trafic humain au Viêt Nam, où il a créé l’ONG Alliance Anti Trafic (AAT).

## Biographie

### Débuts
En 1980, il commence dans sa ville natale son activité de travailleur social à la Maison des Jeunes et la Culture-Maison pour Tous (MJC-MPT). Un an plus tard, il représente la jeunesse française pour la Communauté économique européenne à Strasbourg. À 21 ans, il obtient le statut officiel de famille d'accueil pour l’accueil d’enfants de la DDASS pendant leurs vacances. Il travaille ensuite dans le développement du tourisme d’aventure dans la Drôme.

### Viet Nam
En 1992, il se rend au Viet Nam et, bouleversé par la misère dans les rues, il décide de rester en se joignant à l’ONG Enfants du Monde et Droits de l’Homme (EMDH) afin de scolariser les enfants des rues, des léproseries et des familles pauvres de la région du delta du Mekong. Il crée en 1995 les premiers programmes de lutte contre l’exploitation sexuelle des mineurs, en 1998 le premier centre de réhabilitation pour femmes prostituées, en 2001 les deux premiers centres uniquement pour victimes du trafic et, en coopération avec les Polices, les gouvernements et des ONG locales, a effectué les tout premiers sauvetages et rapatriements de femmes et d’enfants vietnamiens trafiqués à l’étranger,.

### Alliance anti trafic (AAT)
Il crée Alliance Anti Trafic en 2001 (enregistrée comme association française de loi de 1901 en 2007) dans le but de monter le premier réseau régional de lutte contra la traite des êtres humains, incluant Malaisie, Singapour, Thaïlande, Laos, Vietnam et Cambodge. Il obtient son premier résultat majeur en 2003 en faisant admettre par le gouvernement vietnamien l’existence du trafic humain et la reconnaissance des victimes comme victimes et non plus comme des criminelles.
En 2004, l’organisation AAT réalise les premiers rapatriements de victimes vietnamiennes de la traite des êtres humains en Thaïlande, Malaisie, Singapour et Laos, qui jusqu’à présent ont permis de sauver plus de 5 500 victimes,,. Dès 2008, Georges Blanchard se rend compte qu’il est urgent d’éduquer la population à l’éducation contre ces fléaux et crée le premier programme de prévention sur des sujets tabou comme l’éducation sexuelle, l’abus et l’exploitation sexuelle, la traite des êtres humains, la violence domestique, l’immigration sauvage...

## Distinctions
- En 1987, il reçoit une première médaille du Général de la IVe Division Militaire de l’Armée grâce à ses résultats dans le développement des relations armée-nation.
- 2007 : Médaille du souvenir approuvée par le Premier Ministre Vietnamien Nguyễn Tấn Dũng pour la contribution à améliorer la protection et les droits fondamentaux des enfants Vietnamiens.
- 2010 : Médaille du souvenir approuvée par le Premier Ministre Vietnamien Nguyễn Tấn Dũng pour la contribution à améliorer la protection et les droits fondamentaux des femmes Vietnamiennes
- 2013 : Médaille du souvenir approuvée par le Premier Ministre Vietnamien Nguyễn Tấn Dũng pour la contribution à la paix et au maintien de l’amitié entre les peuples dans les actions internationales de lutte contre la traite des êtres humains.
- 2017 : Finaliste nommé pour le prix international Marriot et Rockfeller de l’impact social, catégorie Petit budget-Grand impact.
- 2019 : Lauréat du Trophée des Français de l'étranger Asie et Pacific, catégorie Social et Humanitaire.
- 2020 : Lauréat du Trophée des Français de l'étranger mondial, catégorie Social et Humanitaire.